# Nabon
Nabon (cyr. Набон) – wieś w Czarnogórze, w gminie Tuzi. W 2011 roku liczyła 46 mieszkańców.